# ایتاکیرای
ایتاکیرای (به پرتغالی: Itaquiraí) یک منطقهٔ مسکونی در برزیل است که در ماتوگروسو جنوبی واقع شده‌است. ایتاکیرای ۲٬۰۶۴ کیلومتر مربع مساحت و ۲۱٬۳۷۶ نفر جمعیت دارد.